# Сбитнєв Анатолій Митрофанович
Анатолій Митрофанович Сбитнєв (нар. 31 травня 1948, тепер Російська Федерація) — український радянський діяч, новатор виробництва, сталевар Комунарського (Алчевського) металургійного комбінату Луганської області. Народний депутат СРСР у 1989—1991 роках. Член Ревізійної Комісії КПУ в 1986—1990 роках.

## Біографія
Освіта середня спеціальна. Закінчив Комунарський індустріальний технікум Ворошиловградської області.
У 1970-х—1989 роках — сталевар Комунарського (тепер — Алчевського) металургійного комбінату Ворошиловградської (Луганської) області.
Член КПРС. Новатор виробництва, керував комсомольсько-молодіжною бригадою сталеварів.
З 1989 року — народний депутат СРСР, член Комісії Ради Союзу з питань розвитку промисловості, енергетики, техніки і технології.
Потім — на пенсії в місті Перевальську Луганської області.

## Нагороди
- орден Трудової Слави ІІ ст.
- орден Трудової Слави ІІІ ст.
- медалі
- лауреат Державної премії СРСР за визначні досягнення у праці (1983)